# Alsophilinae
Alsophilinae là một phân họ bướm trong họ Geometridae.

## Các chi

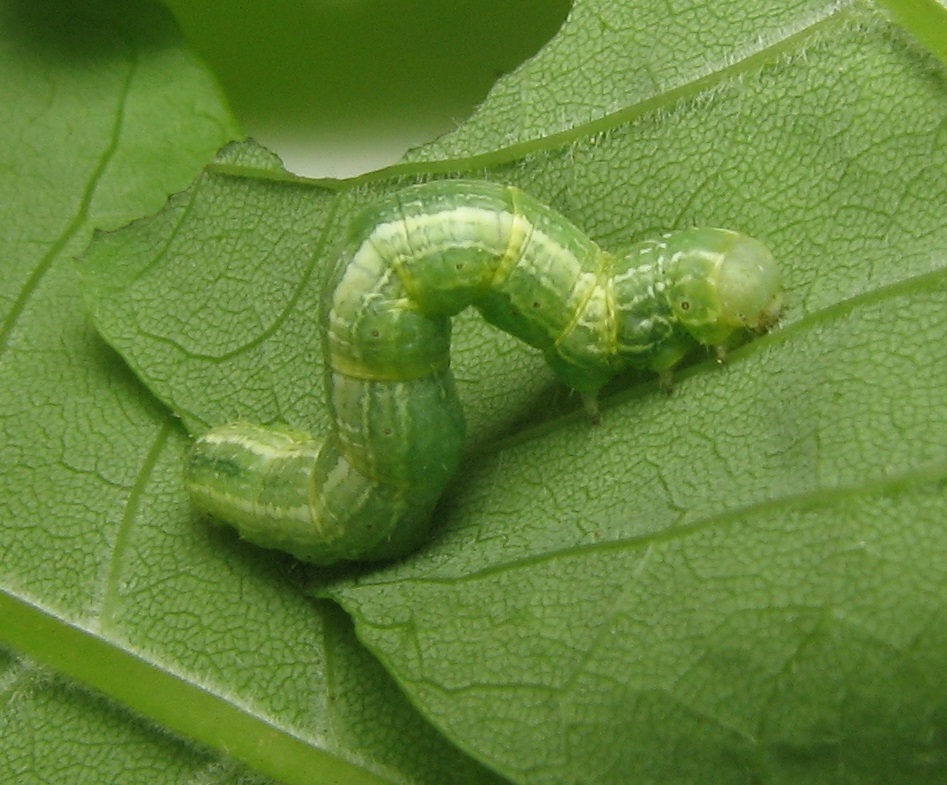
Alsophila pometaria, caterpillar

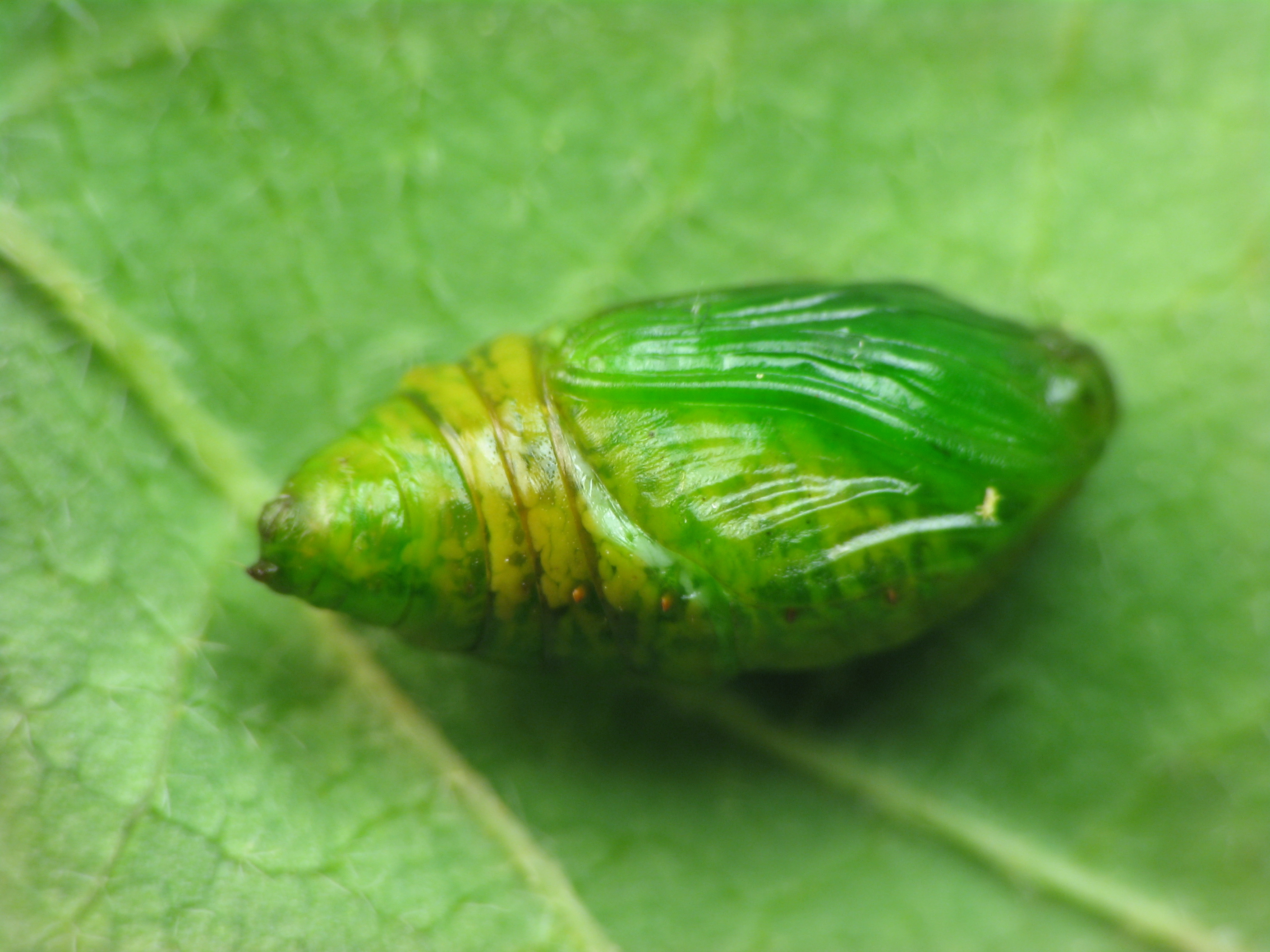
Alsophila pometaria, pupa

Phân họ này chỉ bao gồm 2 chi: 
- Alsophila
- Inurois